# توني موراي
توني موراي (بالإنجليزية: Tony Murray)‏ هو لاعب كرة قاعدة أمريكي، ولد في 30 أبريل 1904 في شيكاغو في الولايات المتحدة، وتوفي بنفس المكان في 19 مارس 1974.

## وصلات خارجية
- توني موراي على موقعبيزبول رفرنس.كوم (الدوري الرئيسي) (الإنجليزية)